# أدلستون
أدلستون (بالإنجليزية: Addlestone) هي مدينة في ساري، إنجلترا. تقع حوالي 18.6 ميل (29.9 كـم) جنوب غرب لندن. المدينة هي المركز الإداري لمنطقة رونيميد، وهي أكبر مستوطنة فيها.

## الجغرافيا
يبلغ طول مدينة أدلستون حوالي 9.8 ميل (15.8 كـم) شمال شرق غلدفورد و18.6 ميل (29.9 كـم) جنوب غرب لندن.
وتفصل المناطق العازلة الخضراء الضيقة المدينة عن طريق وايبريدج، وشيرتسي وأوترشو. ليس للمدينة حدود جنوبية محددة بدقة مع نيو هاو.
تُعد مدينة أدلستون موطنًا لشجرة البلوط القديمة التي يقال أن الملكة إليزابيث الأولى كانت تتنزه تحتها. كما أنها تُمثل حافة غابة وندسور قبل أن يتم قطعها إلى حد كبير لأجل الحقول والمستوطنات.

## روابط خارجية
- جمعية أدلستون التاريخية نسخة محفوظة 17 سبتمبر 2017 على موقع واي باك مشين.
- أفياتور أدلستون، ساري – بزنس بارك
- دعم مدرسة العائلة المقدسة - الإعلان في أدلستون